# Sisto Badalocchio

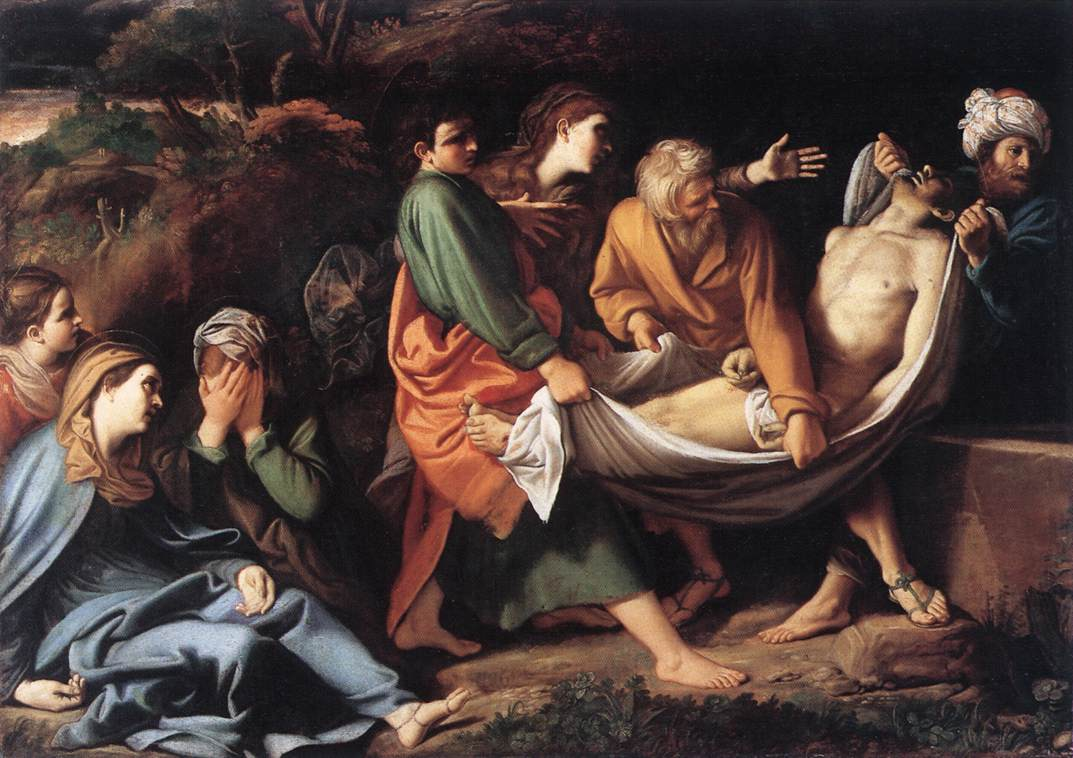
Sisto Badalocchio, Deposizione di Cristo nel sepolcro, 1610 circa, Roma, Galleria Borghese.

Sisto Rosa Badalocchio (Parma, 28 giugno 1585 – 1647 circa) è stato un pittore e incisore italiano.

## Biografia

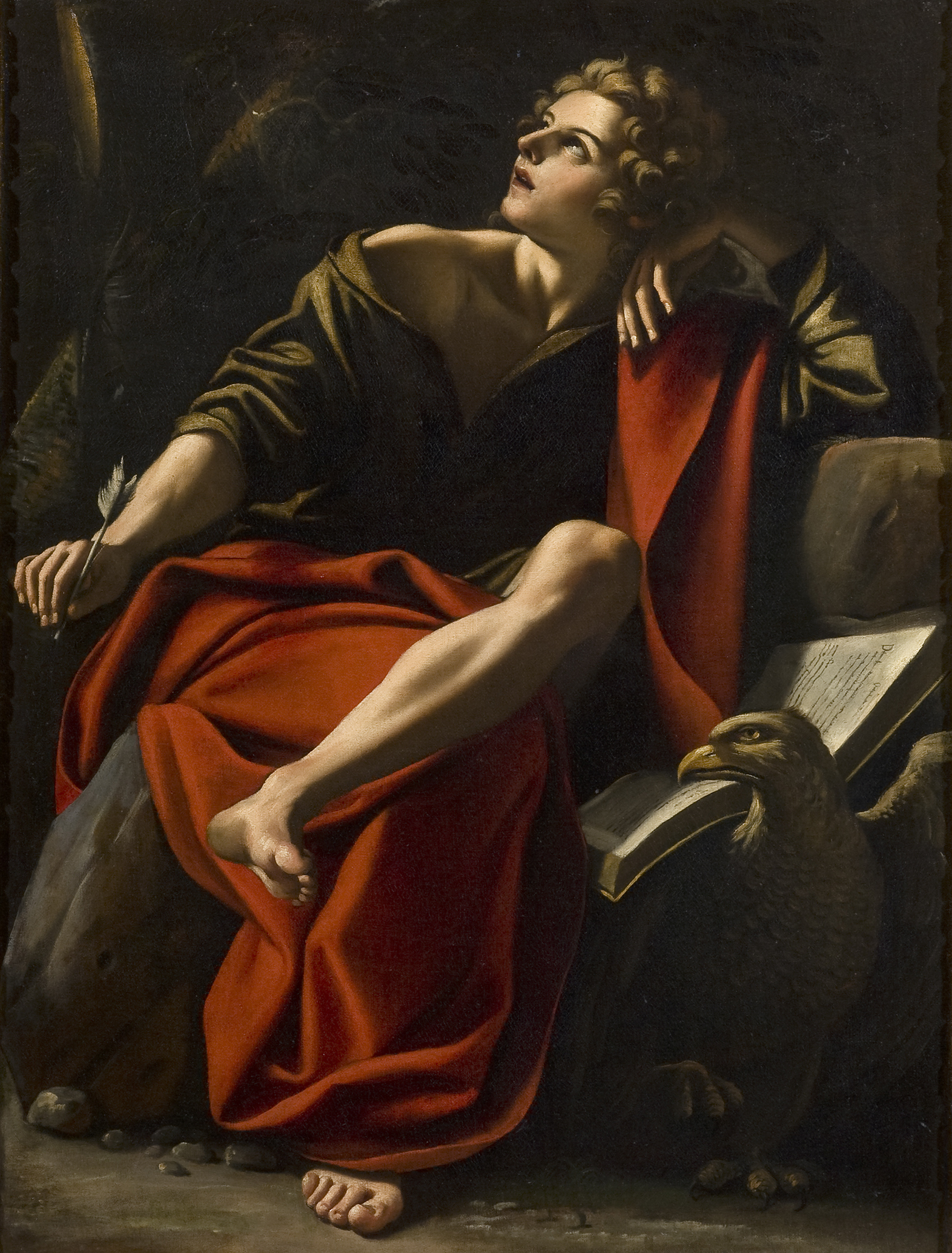
San Giovanni Evangelista, sec. XVII (1610 - 1630), Museo Civico di Modena

Badalocchio lavorò prima con Agostino Carracci a Bologna, poi con Annibale Carracci a Roma, partecipando alla decorazione della Galleria Farnese e di Palazzo Costaguti. Nel 1609 si trasferì a Parma.
La sua opera più conosciuta come incisore è la serie della Bibbia di Raffaello, che creò insieme a Giovanni Lanfranco. Le immagini raffigurano una serie di affreschi della loggia di Raffaello in Vaticano.
Come pittore la sua opera più importante sono gli affreschi della Chiesa di San Giovanni Evangelista a Reggio Emilia, che si basano su lavori precedenti di Correggio, in particolare la cupola dell'Abbazia di San Giovanni Evangelista a Parma. Ha eseguito la decorazione della cupola, nella quale è raffigurata la parousìa, cioè la seconda venuta di Cristo, e i pennacchi della cupola stessa con le quattro virtù cardinali.
Il suo Trasporto di Cristo al sepolcro è conservato nella National Gallery di Londra. La tela del San Giovanni Evangelista è esposta al Museo civico di Modena.